# ۶۹۹ (قمری)
۶۹۹ (قمری)، ششصد و نود و نهمین سال در گاهشماری هجری قمری است. اول محرم این سال برابر با بیست و هفتم سپتامبر سال ۱۲۹۹ میلادی است.